# 프륌

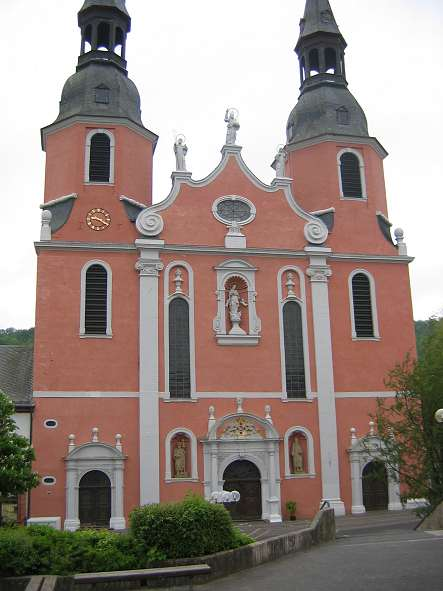
프륌

프륌(독일어: Prüm)은 독일 라인란트팔츠주에 위치한 도시로 면적은 22.86km2, 인구는 5,488명(2015년 12월 31일 기준), 인구 밀도는 240명/km2이다.

시 문장